# Луиза Саксен-Мейнингенская
Вильгельмина Луиза Кристина Саксен-Мейнингенская (нем. Wilhelmine Luise Christine von Sachsen-Meiningen; 6 августа 1752, Франкфурт-на-Майне — 3 июня 1805, Кассель) — принцесса Саксен-Мейнингенская, в замужестве ландграфиня Гессен-Филипсталь-Бархфельдская.
Луиза — дочь герцога Антона Ульриха Саксен-Мейнингеского и его второй супруги Шарлотты Амалии Гессен-Филипстальской, дочери ландграфа Карла I Гессен-Филипстальского. 18 октября 1781 года в Мейнингене Луиза вышла замуж за ландграфа Адольфа Гессен-Филипсталь-Бархфельдского, сына ландграфа Вильгельма Гессен-Филипсталь-Бархфельского.

## Потомки
В браке с Адольфом Гессен-Филипсталь-Бархфельдским родились:
- Фридрих (1782—1783)
- Карл (1784—1854), ландграф Гессен-Филипсталь-Бархфельда, женат на принцессе Августе Гогенлоэ-Ингельфингенской (1793—1821), затем на принцессе Софии Бентгейм-Штейнфуртской (1794—1873)
- Вильгельм (1786—1834), женат на принцессе Юлиане Софии Датской (1788—1850)
- Георг (1787—1788)
- Эрнст Фридрих (1789—1850)
- Шарлотта (1794)